# Szarkówka
Szarkówka – wieś w Polsce położona w województwie małopolskim, w powiecie miechowskim, w gminie Charsznica.
Do 1 kwietnia 1930 roku wieś należała do gminy Rzeżuśnia w województwie kieleckim. Szarkówka oraz Szarkówka Kolonia zostały przyłączone do nowo tworzonej gminy Chodów województwa kieleckiego. W latach 1975–1998 miejscowość administracyjnie należała do województwa kieleckiego. Integralne części miejscowości: Dąbrówka, Szarkowiec.
Część wsi Dąbrówka znajduje się w okolicach torów kolejowych przy granicy z wsiami Dąbrowiec oraz Podlesice (w czasach Sejmu Czteroletniego był folwark Psarków, obecnie w granicach Podlesic). Część wsi Szarkowiec znajduje się przy granicy z ul. Szarkowiec wsi Miechów-Charsznica.

## Historia
Przez wieś prowadziła dawna droga z Krakowa do Warszawy. Trasa biegła przez pobliskie wsie Gołczę – Witowice – Szarkówkę – Swojczany – Tczycę – Jelczę – Żarnowiec. Trasa utraciła swoje znaczenie po wybudowaniu w 1830 roku jednej z pierwszych szos na ziemiach polskich przez Miechów i Książ Wielki, dzisiejsza e7.
Wierni Kościoła rzymskokatolickiego należą do parafii w Charsznicy. Do 1976 wieś należała do parafii w Szreniawie.
W 1920 roku została otwarta szkoła w Stacji Miechów (obecnie Miechów Charsznica). W Szarkówce uruchomiono eksponówkę, która została zamknięta w  roku szkolnym 1922/1923 z powodu zbyt małej ilości dzieci. Nauczyciel Józef Grzanka Józef wrócił do szkoły na Stacji. Ochotnicza straż pożarna została powołana w 1946 roku. Wieś od 2000 roku posiada sieć gazowniczą, zrealizowaną w ramach programu PHARE. Dodatkowe udogodnienia dla mieszkańców to istniejąca sieć kanalizacyjna oraz sieć światłowodowego internetu i telewizji dostępna drogą kablową dla mieszkańców.

## Zabytki
We wsi znajduje się zabytkowa kaplica pw. Św. Feliksa, wybudowana po upadku powstania styczniowego (1864), która obecny kształt przybrała w 1925 roku. Ołtarz Główny oraz obraz Serca Jezusowego wykonał lokalny artysta Franciszek Zaręba.  W roku 2018 dokonano zewnętrznej renowacji kapliczki. Każdego roku w maju odbywa się tradycyjne święcenie pól, połączone z jedyną Mszą Świętą odprawianą w kapliczce.  Gdy wieś należała do parafii w Szreniawie, msza św. była sprawowana w każdą niedzielę.

## Demografia
W latach 1998–2011 liczba mieszkańców wsi zmniejszyła się o 11,3%.
W Szarkówce współczynnik feminizacji wynosi 104 i jest zbliżony do współczynnika feminizacji liczonego dla województwa małopolskiego.